# Gwiazdy polskiej muzyki lat 80. (album Dżemu)
Gwiazdy polskiej muzyki lat 80. – album kompilacyjny zespołu Dżem wydany w 2007 roku jako dodatek do gazety. Do albumu jest dołączona 24 stronicowa książeczka zawierająca krótką historię zespołu oraz wywiad z Benem Otrębą i kalendarium zespołu. Książeczka opatrzona jest fotografiami zespołu. Płyta pochodzi z kolekcji Dziennika i jest siódmą częścią cyklu „Gwiazdy polskiej muzyki lat 80.”

## Spis utworów
1. „Czerwony jak cegła” – 5:11
2. „Whisky” – 5:06
3. „Paw” – 6:00
4. „Ballada o dziwnym malarzu” – 6:10
5. „Kim jestem-jestem sobie” – 4:05
6. „Wokół sami lunatycy” – 3:39
7. „Dzień w którym pękło niebo” – 4:17
8. „Mała aleja róż” – 5:11
9. „Harley mój” – 4:06
10. „Naiwne pytania” – 5:23
11. „Modlitwa III – pozwól mi” – 8:14
12. „Poznałem go po czarnym kapeluszu” – 3:09
13. „Skazany na bluesa” – 5:26
14. „Wehikuł czasu, to byłby cud” – 6:09